# Dániel Arnold
Dániel Arnold, 1902-ig Schönwald (Tata, 1878. szeptember 15. – Leatherhead, Nagy-Britannia, 1967. december) közgazdász, közíró.

## Életútja
Schönwald Mór Dávid és Szarvas Leonóra fiaként született. A Budapesti Tudományegyetemre járt, majd megszakította tanulmányait és az újságírói pályára lépett. A 20. század elején bekapcsolódott a szociáldemokrata mozgalomba, majd 1905-ben, a Magyarországi Szociáldemokrata Párt XII. kongresszusán a szegényparasztság és a nemzetiségek szervezése mellett foglalt állást. Foglalkozott az agrárkérdéssel is, rendszeresen jelentek meg cikkei a Huszadik Században. 
1909. október 31-én Budapesten, a Terézvárosban házasságot kötött Engelsmann Alojzia Teréziával, Engelsmann Pál és Langhammer Anna lányával. 1918 őszén javasolta a földosztást. 1919 februárjában külföldre ment, és előbb Svájcban, majd Bécsben élt. 1934-ben Csehszlovákiában telepedett el, ahonnan később Angliába ment. 
Az 1920-as években újból kapcsolatba került az MSZDP-vel, részt vett a párt 1930-as agrárprogramjának elkészítésében. Később mezőgazdasági szakértője volt a brit kormánynak, majd a második világháború idején Londonban az angliai magyar antifasiszta emigrációval állt kapcsolatban. Agrárkérdéssel foglalkozó tanulmányokat publikált Angliában az 1940-es években, és gyakran szerepelt mint előadó a Londoni Magyar Klubban.

## Főbb művei
- A magyarországi földművelő szocializmus feladatai (A Huszadik Század könyvtára, 1906)
- A kultúra első forrása a földmívelés (Budapest, 1907)
- Föld és társadalom (Szociológiai Könyvtár, Budapest, 1911)
- Többtermelés (Budapest, 1913)
- Das Vordringen der Agrardemokratie in Europa und die Lage des Grossgrundbesitzes in Ungarn (Archiv für Sozialwissenschaft und Sozialpolitik, 1929)
- Mezőgazdasági válság és a magyar nép sorsa (Budapest, 1931)